# Кулль, Олеви Лембитович
Олеви Лембитович Кулль (эст. Olevi Kull; 22 июня 1955, Раквере — 31 января 2007, Тарту) — эстонский биолог и эколог, профессор Тартуского университета. Младший брат биосемиотика Калеви Кулля.

## Биография
Олеви Кулль учился в 10-й Тартуской и 1-й Тартуской школах. Изучал физику в Тартуском государственном университете в 1973—1975 годах, заочно окончил Эстонскую сельскохозяйственную академию в 1981 году по специальности «Лесное хозяйство». В Эстонии он основал Центр базовой и прикладной экологии в Тарту, возглавлял Институт экологии в Тарту, считался одним из ведущих экофизиологов мира.
В 1990 году Олеви Кулль был награждён премией Вильгельма Леопольда Пфайла. В 1995 году награждён Национальной научной премией Эстонии за «развитие североэстонского ландшафта и его антропогенную трансформацию».
Скоропостижно скончался в 2007 году, оставив четверых детей. В его честь назван мемориальный фонд, выдающий стипендию лучшим эстонским студентам, заинтересованным в экофизиологии растений, экологии лесов и экосистем.